# Ferrières-sur-Sichon
Ferrières-sur-Sichon är en kommun i departementet Allier i regionen Auvergne-Rhône-Alpes i de centrala delarna av Frankrike. Kommunen ligger  i kantonen Le Mayet-de-Montagne som ligger i arrondissementet Vichy. År 2022 hade Ferrières-sur-Sichon 506 invånare.

## Befolkningsutveckling
Antalet invånare i kommunen Ferrières-sur-Sichon
Referens: INSEE